# Португальское Кабо-Верде
Португальское Кабо-Верде (порт. Província Ultramarina de Cabo Verde) — колониальное владение Португальской империи в Западной Африке. В настоящее время — Республика Кабо-Верде.

## История

### XV век
Острова Кабо-Верде были открыты в 1444 году принцем Генрихом Мореплавателем (сыном короля Жуана I) и Антонио Ноли на службе у родственника Генриха короля Афонсу V. Юго-восточные острова, включая самый большой остров Сантьягу, были открыты в 1460 году Антониу де Ноли и Диогу Гомеш. Остальные северо-западные острова Сан-Николау, Сан-Висенти и Санту-Антан были открыты в 1461 или 1462 году Диогу Афонсу:73. Нет никаких свидетельств поселения людей на Кабо-Верде до прибытия португальцев:77.
В 1462 году на южном побережье Сантьягу был основан город Рибейра-Гранде (ныне Сидади-Велья):77. Поселение стало ключевым портом для португальской колонизации Африки и Южной Америки. В 16—17 веках он был центром морской торговли между Африкой, мысом Доброй Надежды, Бразилией и Карибами. Из-за своей близости к африканскому побережью он был важным портом для работорговли. Другими ранними португальскими поселениями были Сан-Филипе на острове Фогу (между 1470 и 1490 годами), Прая на Сантьягу (до 1516 года):77, Рибейра-Гранде на Санту-Антан (середина 16 века):82 и Рибейра-Брава на Сан-Николау (1653):16.
В 1492 году испанская инквизиция проявила своё наиболее полное выражение антисемитизма. Он распространился на соседнюю Португалию, где король Жуан II и особенно Мануэл I в 1496 году решили изгнать тысячи евреев на Сан-Томе, Принсипи и Кабо-Верде. Им разрешили заниматься торговлей. Внештатных торговцев называли лансадо, которые часто, но не всегда, имели еврейское происхождение.

### XVI—XIX века
Богатства Рибейра-Гранде и конфликты между Португалией и соперничающими колониальными державами — Францией и Великобританией — привлекли экспедиторов, в том числе Фрэнсиса Дрейка (1585) и Жака Кассара (1712):195. Несмотря на строительство Форте Реал де Сан Филипе в 1587—1593 годах, Рибейра-Гранди оставался уязвимым и вскоре пришёл в упадок. Столица была перенесена в Праю в 1770 году.
Извержение вулкана Фогу в 1680 году покрыло большую часть острова Фогу пеплом, что вынудило многих жителей бежать на соседний остров Брава. С конца 18 века китобойные суда из Северной Америки начали охоту на китов у Азорских островов и островов Зелёного Мыса. Они использовали гавани Бравы, чтобы запасаться припасами и питьевой водой. Также они нанимали моряков из Бравы, и некоторые из них поселились в районе китобойного порта Нью-Бедфорд:439—440.
Добыча соли на острове Сал началась примерно с 1800 года. Портовый город Минделу быстро рос после 1838 года, когда был открыт угольный склад для снабжения судов на атлантических маршрутах:76—80. В течение 19 века Плато в Прае было полностью перестроено: улицы были построены по схеме сетки, вдоль них расположились величественные колониальные здания и особняки. Рабство было отменено в Кабо-Верде в 1876 году.

### XX век
С начала 20 века порт Минделу утратил своё значение для трансатлантического судоходства. Причинами этого были переход с угля на нефть в качестве топлива для судов, рост числа конкурирующих портов, таких как Дакар и Канарские острова, а также отсутствие инвестиций в портовую инфраструктуру:76—80. Из-за в целом засушливого климата Кабо-Верде в период с 1580-х по 1950-е годы поразила серия голода, связанного с засухой. Два самых страшных голода в Кабо-Верде произошли в 1941—1943 и 1947—1948 годах, в результате чего погибло около 45 000 человек. Несколько тысяч островитян эмигрировали, например, приняв контракт на работу на плантациях какао в португальских Сан-Томе и Принсипи.
В преддверии и во время португальской колониальной войны те, кто планировал и участвовал в вооружённом конфликте в Португальской Гвинее, часто увязывали цель освобождения Гвинеи-Бисау с целью освобождения Кабо-Верде. Например, в 1956 году Амилкар и Луиш Кабралы основали Африканскую партию независимости Гвинеи и Кабо-Верде (ПАИГК). Однако в Кабо-Верде не было вооружённого конфликта, и в конечном итоге независимость Кабо-Верде стала результатом переговоров с Португалией после революции гвоздик в апреле 1974 года. В августе 1974 года в Алжире было подписано соглашение между правительством Португалии и ПАИГК, признавшее независимость Гвинеи-Бисау и право на независимость Кабо-Верде. 5 июля 1975 года в Прае премьер-министр Португалии Вашку Гонсалвиш передал власть президенту Национального собрания Абилиу Дуарте, и Кабо-Верде стало независимым.
Жители островов Кабо-Верде имеют более высокий уровень образования и часто назначаются на административные должности низкого уровня на португальских территориях. Тем самым они приобрели репутацию преданных Лиссабону.